# لیسکاو
لیسکاو (به آلمانی: Lieskau) یک منطقهٔ مسکونی در آلمان است که در Salzatal واقع شده‌است. لیسکاو  ۲٬۶۵۲ نفر جمعیت دارد.